# Loesje
Loesje [lúšje] je mednarodna organizacija, ustanovljena leta 1983 na Nizozemskem. V Slovenijo jo je leta 1990 "prinesel" Darko Briški po sodelovanju na mednarodnem ekološkem taboru Ecotopia na Madžarskem, kjer se je predstavila kot organizacija za razširjanje pozitivnih in originalnih sloganov. Njeno poslanstvo je širjenje kreativnosti, pozitivne kritike, političnih idej in misli, ki jih izraža v obliki kratkih sporočil na plakatih, podpisanih z Loesje (nizozemsko žensko ime).
Organizacija je aktivna v naslednjih državah in pokrajinah: Argentina, Belgija, Bosna, Danska, Estonija, Finska, Francija, Irska, Katalonija, Latvija, Litva, Madžarska, Mehika, Nemčija, Nigerija, Nizozemska, Poljska, Portugalska, Romunija, Rusija, Slovenija, Srbija, Švedska, Švica in ZDA.